# 格里斯伍德 (亞利桑那州)
格里斯伍德（英語：Greasewood）是位於美國亞利桑那州納瓦霍縣的一個人口普查指定地區。根據2010年美國人口普查，該地人口為547人，而該地的面積約為13.85平方千米。

## 地理
格里斯伍德的座標為35°31′32″N 109°51′54″W / 35.52556°N 109.86500°W，而該地最高點為海拔高度1801米（即5910英尺）。